# Pavlo Platonovics Csubinszkij
Pavlo Platonovics Csubinszkij (ukránul: Павло Платонович Чубинський; Boriszpil, 1839. január 27. – Boriszpil, 1884. január 26.) ukrán költő, néprajzkutató, az ukrán himnusz szerzője.

## Pályafutása
Elszegényedett nemesi család sarja. A kijevi gimnázium befejezése után Szentpéterváron kezdett jogi tanulmányokat. Az egyetem ideje alatt az ukrajnai társadalmi-politikai és irodalmi Osznova (Alap) c. újságnak ír cikkeket. Ezáltal ismerte meg Tarasz Sevcsenkót és Mikola Kosztomarovot. Politikai tevékenysége miatt távoznia kellett az egyetemről. Rövid ideig a Csernyihiv melletti Ropsza faluban élt. 1861-ben védte meg diplomamunkáját Péterváron, amelyre jogtudósi kandidátusi fokozatot kapott.
Visszatért Ukrajnába, és ott helyi újságokba írt cikkeket. Közben azon fáradozott, hogy a vidéki fiatalok számára tandíjmentes iskolákat hozzon létre, de nem kapott a hatóságoktól engedélyt. A kijevi Hromada egyesület egyik első tagja volt, amely szervezethez tartozott többek között Volodimir Antonovics, Pavlo Zsiteckij, Tadej Rilszkij és mások.
Hamarosan eljárás indult a Hromada ellen. Csubinszkijnél ukrán nyelvű feljegyzéseket találtak. A költő "az egyszerű emberek gondolkodására gyakorolt káros hatás" vádjával rendőri őrizet alá került Arhangelszkben.
Ugyanezen baljóslatú ősz folyamán (1862) írta meg „Scse ne vmerla Ukrajina” dal szövegét, amely azután Ukrajna nemzeti himnusza lett. Arhangelszkben Csubinszkij egy éven át először mint kutató, később pedig mint titkár dolgozott a statisztikai hivatalban, a kormányzói lap szerkesztőjeként, végül a kormányzó mellett egy speciális megbízatásban lett hivatalnok.
Hét év múlva, 1869-ben térhetett vissza Pétervárra, majd Ukrajnába, ahol etnográfiai és demográfiai kutatásokat folytatott. Két év alatt expedíciójával bejárta a kijevi körzetet, Volhíniát, Podóliát, Besszarábiát, Grodnót, Minszk környékét, Lublint és Siedlcét. Az összegyűjtött anyagokat 1872–1879 között adták ki.
1872-ben Csubinszkij átvette az Orosz Földrajzi Társaság délnyugati részlegének vezetését. 1877-ben ugyanakkor már az orosz közlekedési minisztérium alkalmazásában állt. 1879-ben távozott a posztról, és engedélyezték számára, hogy visszatérjen Ukrajnába. Hazatért szülőfalujába, Boriszpilbe. A következő évben bénulásos betegsége ágyban fekvővé tette élete hátralevő szakaszára. 1884. január 26-án hunyt el.